# Claire Gambacorti
Pour les articles homonymes, voir Gambacorti.
Claire Gambacorti (en italien: Chiara Gambacorti), née en 1362 à Florence (Italie) et morte le 17 avril 1420 à Pise (Italie) est une religieuse de l'ordre des Prêcheurs, vénérée comme bienheureuse par l'Église catholique, et fêtée le 17 avril de chaque année.

## Biographie
Claire naît en 1362 au sein de la famille Gambacorti (it), une riche et puissante famille commercante de la ville de Pise ; son père sera gouverneur de la ville de 1369 à 1392. Claire a plusieurs frères dont le bienheureux Pierre Gambacorta, fondateur de la congrégation des pauvres ermites de saint Jérôme.
Pour consolider son pouvoir, son père la marie à un jeune noble. Celui-ci décède en 1377, après seulement trois ans de mariage. 
En 1375, elle rencontre sainte Catherine de Sienne en visite à Pise et une amitié naît de cette rencontre. Devenue veuve, elle décide de devenir religieuse mais son père s'oppose à ce projet, souhaitant la voir se remarier pour créer une nouvelle alliance.
Claire cependant entre secrètement dans un couvent de clarisses, mais l'un de ses frères y vient la chercher avec des hommes armés, puis l'enferme dans une chambre de la maison familiale. Au bout de quelques mois, sa famille renonce à la faire changer d'avis. Elle décide alors de rejoindre les dominicaines du couvent de Santa Croce in Fossabanda (it) (couvent où se trouve la futur bienheureuse Marie Mancini). Cependant, comme la stricte observance n'y est pas observée, Claire obtient de son père la construction d'un nouveau monastère dont elle prend possession avec quatre sœurs en 1382.

En 1369, son père et deux de ses frères sont assassinés par Jacopo d'Appiano qui devient le nouveau seigneur de Pise. Ce drame affecte profondément Claire mais elle trouve la force de pardonner au meurtrier. Lorsque ce dernier meurt en 1398, elle accueille dans le couvent sa veuve et ses deux filles qui craignent pour leur vie. Claire décède le 17 avril 1420.

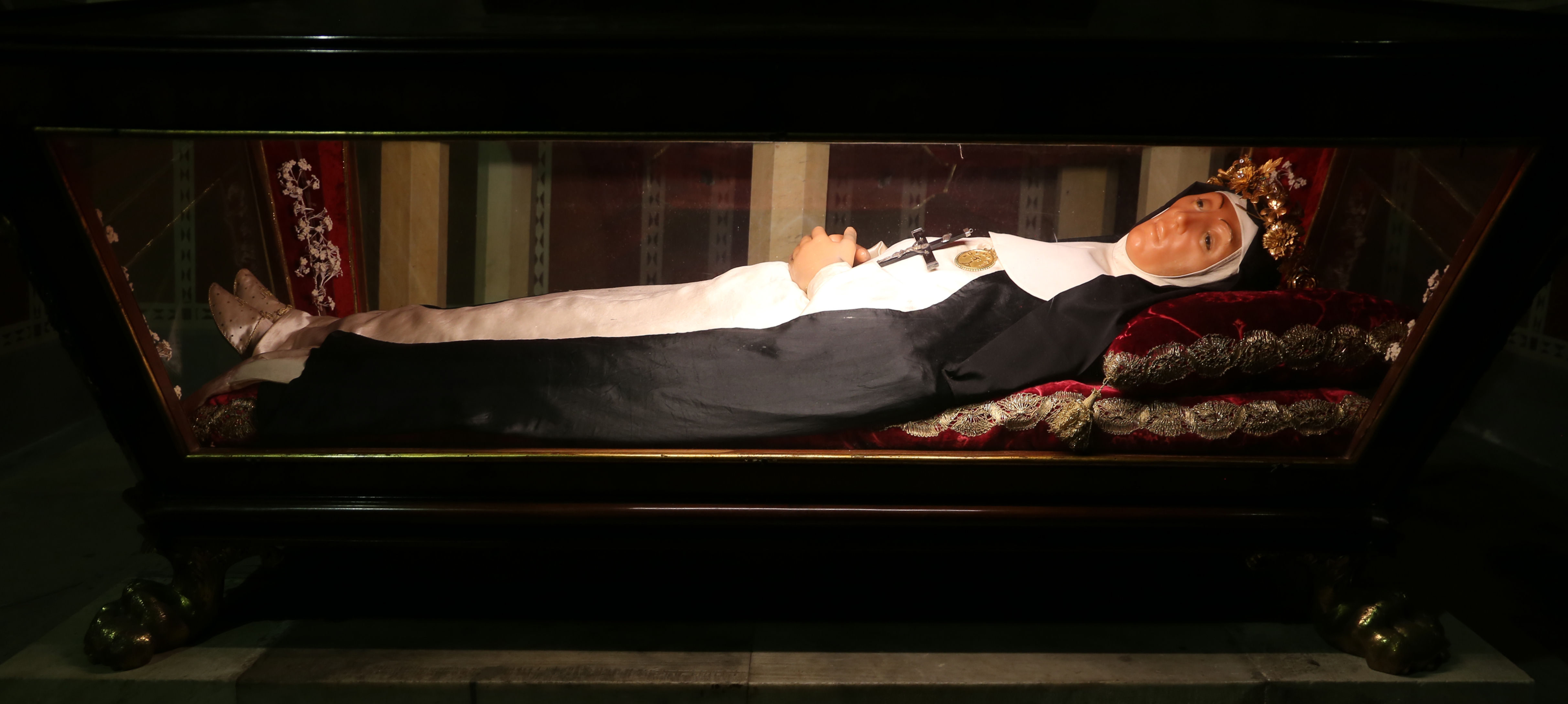
Châsse de Claire Gambacorti dans l'église sainte-Catherine-d'Alexandrie de Pise.

## Culte
Son culte est reconnue le 3 avril 1830 par Pie VIII. Son corps repose dans l'église Sainte-Catherine-d'Alexandrie, située dans le centre historique de Pise.